# 三国ヶ丘FUZZ
三国ヶ丘FUZZ（みくにがおかファズ）とは、大阪府堺市にあるライブハウス。

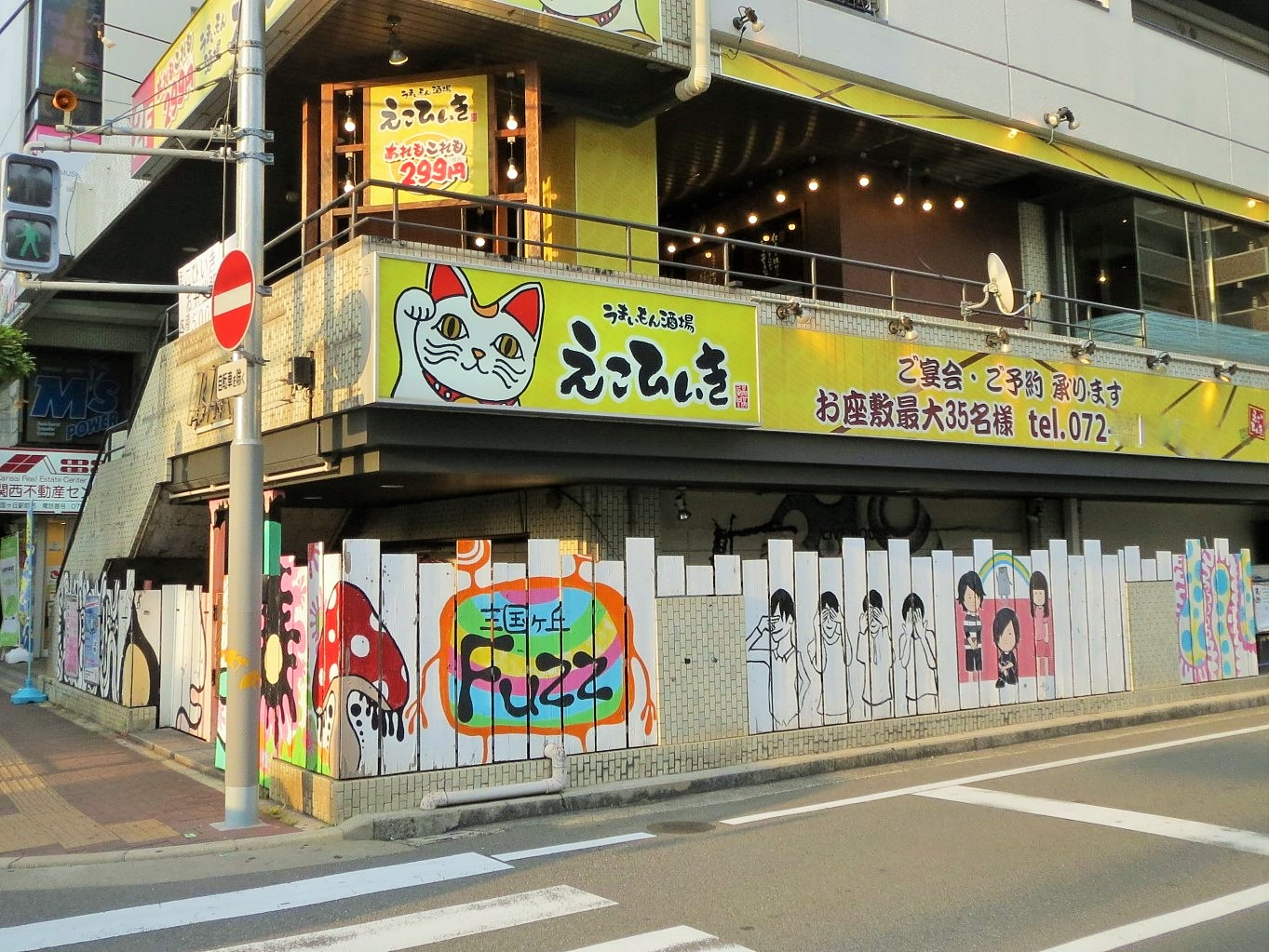
三国ヶ丘FUZZが入るビル

## 概要
1999年4月8日オープン。堺、南大阪で現存しているライブハウスの中で最初に設立された。ムッシュかまやつを始め、著名なアーティストが多数出演し、KANA-BOONのホームとしても知られている。また猫のスタッフがいるライブハウスとしてフジテレビ系列・めざましどようびに紹介された。

## 施設概要
- 所在地：大阪府堺市堺区向陵中町4-4-32 チボリビル1F（北緯34度33分55.4秒 東経135度29分38.9秒 / 北緯34.565389度 東経135.494139度）
- 最寄り駅：阪和線・南海高野線三国ヶ丘駅 徒歩2分
- 収容人数：スタンディング200人。

## 出演した著名なアーティスト
- ムッシュかまやつ
- 桑名正博
- KANA-BOON
- モーモールルギャバン
- ミドリ
- チリヌルヲワカ
- 押尾コータロー
- 金子マリ
- ジョニー吉長
- KenKen
- 金子ノブアキ
- 大槻ケンヂ
- 木村充揮
- Toshl
- PATA
- シーナ&ザ・ロケッツ
- クリープハイプ
- 中島らも
- locofrank
- オレスカバンド
- 宇崎竜童
- 山口冨士夫
- ザ50回転ズ
- 高田渡
- ミッキー吉野
- かりゆし58
- SiM
- 真矢
- はたけ
- 鈴木茂
- ARKS
- 松田弘
- 林青空
- 坂口有望
- ヤバイTシャツ屋さん